# Jupiter (astrologie)

Astrologisch symbool

Jupiter () is in de westerse astrologie de heerser van Boogschutter en de traditionele heerser van Vissen vóór de ontdekking van Neptunus. 
Het symbool voor Jupiter lijkt een gestileerd cijfer 4, en doet denken aan een soort bliksemflits. Het is ook het symbool voor tin in de alchemie. De omloop van Jupiter rond de zon duurt ongeveer 12 jaar waardoor hij gemiddeld bijna 1 jaar doorbrengt in elk teken. In die perioden heeft hij volgens de astrologische regels een uitbreidende, vergrotende invloed op planeten (drijfkrachten) en huizen (levensgebieden) van de horoscoop. Zijn 'daghuis' is Boogschutter en zijn 'nachthuis' is Vissen. Traditioneel wordt Jupiter  in de middeleeuwse astrologie ook als een gunstige planeet beschouwd die geluk en voorspoed brengt (een 'benefactor'). De 17e-eeuwse Engelse astroloog William Lilly noemde de planeet "The greater Fortune".  
Jupiter is verbonden met beroepen en functies als jurist, senator, raadgever, geestelijke, minister, geleerde en student en heeft in het algemeen te maken met geestelijke groei door studie, verre reizen en het religieuze. Een typische 'jupitermens' wordt in de astrologie beschreven als genereus, trouw, inspirerend, enthousiast, welwillend, gematigd en eervol. Jupiter staat volgens de leer van de humores voor een sanguïnisch temperament en als fysieke correspondenties noemt Claudius Ptolemaeus onder meer dijen, longen, ribben, aderen, hartstoornissen, ruggengraat. Verder symboliseert Jupiter alle vochtige en luchtige plaatsen, wat bijvoorbeeld van belang is bij het zoeken van verloren geraakte voorwerpen die de astroloog met het opstellen van een uurhoekhoroscoop probeert terug te vinden. 
In de astrologie wordt de terugkeer van Jupiter op dezelfde positie als in de geboortehoroscoop geïnterpreteerd als een periode van groeimogelijkheden op alle gebied (gezondheid, carrière enz.) en meer specifiek op het levensgebied dat door het huis waar Jupiter door transiteert gesymboliseerd wordt. 

## Correspondenties
- Heerser van Boogschutter en Vissen, in vernietiging in Maagd en Tweelingen, in verhoging op graad 15 van Kreeft, in val in Steenbok[1] Heerser van het negende (en twaalfde) huis.
- Klassiek:[2]  Dagplaneet, mannelijk, gematigd heet en vochtig, sanguinisch, brengt het grote fortuin, bewerkstelligt gematigdheid, bescheidenheid, soberheid en rechtvaardigheid. In de omgang eervol, trouw, fair in de liefde, doet roemrijke daden, converseert aangenaam, is zeer tolerant tegenover zijn vrouw en kinderen, toont eerbied voor ouderen, gelooft in liefdadigheid voor de armen, religieus, liberaal, verafschuwt gemeenheid en viesheid, wijs, voorzichtig, dankbaar, deugdzaam. Kan, indien slecht geaspecteerd intolerant of hypocriet religieus worden. Is van gestalte recht en groot, blozend, dichte baard, grote, ruime buik, sterke dijen en benen, lange voeten. Grote ogen, lichte huid, gewoonlijk een moedervlek of litteken op de rechtervoet. Jupiter regeert over zoete en welriekende geuren, nooit opdringerig of afstotelijk.
  - Kleuren: zeeblauw, purper, mengsel van geel en groen
  - Planten: kruidnagel, foelie, nootmuskaat, muurbloem, vlas , longkruid, pimpernel, oregano, levermos, granaatappels, pioen, munt, madeliefje, saffraan
  - Dieren: os, schaap, olifant, draak, tijger, eenhoorn, alle dieren die zachtaardig zijn. Ooievaar, watersnip, leeuwerik, adelaar, bijen, fazant, hert, dolfijn, walvis
  - Stenen: amethist, saffier, smaragd of emerald, hyacint, marmer
  - Plaatsen: verblijft graag in de buurt van kerken en altaars, synoden, vergaderingen, zuivere plaatsen, rechtsgebouwen en oratoria
  - Dag: donderdag
- Modern: Harmonie, de wet, religie, de drijfkracht om zich te ontwikkelen, optimisme.[3]